# شهرستان آلکورن (میسیسیپی)
شهرستان آلکورن در شمال ایالت میسیسیپی، واقع در ایالات متحده آمریکا می‌باشد. جمعیت این شهرستان ۳۷٬۰۵۷ نفر (سال ۲۰۱۰) و وسعت آن ۱٬۰۳۹ کیلومتر مربع است. مرکز این شهرستان شهر کرینت می‌باشد.